# Negasi Haylu Abreha
Negasi Haylu Abreha (Macallè, 9 maggio 2000) è un ciclista su strada etiope, che corre per il team Sam-Vitalcare-Dynatek, è professionista dal 2023.

## Carriera
Nativo di Macallè, ha vinto il campionato etiope nel 2019, nel 2021 partecipa ai campionati del mondo giungendo 64º nella cronometro maschile under-23. Nel 2023 approda al team Q36.5 Pro Cycling Team.

## Palmarès

### Strada
- 2019 (NiCe-Ethiopia Cycling Team, una vittoria)

Campionati etiopi, Prova in linea
- 2024 (Q36.5 Pro Cycling Team, una vittoria)

Campionati etiopi, Prova in linea

## Piazzamenti

### Classiche monumento
- Milano-Sanremo

2023: 169º
- Giro di Lombardia

2023: ritirato

### Competizioni mondiali
- Campionati del mondo su strada

Fiandre 2021 - Cronometro Under-23: 64º
Wollongong 2022 - Staffetta a squadre mista: 13º
Wollongong 2022 - In linea Under-23: non partito

### Competizioni continentali
- Campionati africani di ciclismo su strada

Bahir Dar 2019 - In linea: 21º
Sharm el-Sheikh 2022 - Cronometro a squadre: non partito
Sharm el-Sheikh 2022 - Cronometro: ritirato
Sharm el-Sheikh 2022 - Staffetta mista a squadre: 7º
Sharm el-Sheikh 2022 - In linea: 33º
- Giochi panafricani

Casablanca 2019 - Cronometro a squadre: 8º
Casablanca 2019 - In linea: 49º
Accra 2024 - Cronometro a squadre: 4º
Accra 2024 - Cronometro: 9º
Accra 2024 - Staffetta mista a squadre: 5º
Accra 2024 - In linea: 15º
- Giochi panafricani giovanili

Algeri 2018 - Cronometro: 7º
Algeri 2018 - In linea: 11º